# Lincoln Monument (Wabash)
Il Lincoln Monument di Wabash (Indiana) - denominato anche The Great Emancipator - è una scultura pubblica di Charles Keck (9 settembre 1875 - 23 aprile 1951), uno scultore nativo di New York. La statua in bronzo fuso fu originariamente commissionata dall'eminente cittadino Alexander New e donata all'amministrazione comunale nel 1932. Da allora è rimasta visibile all'angolo Nord-est del prato del tribunale della Contea di Wabash (Indiana).